# João Felgueiras

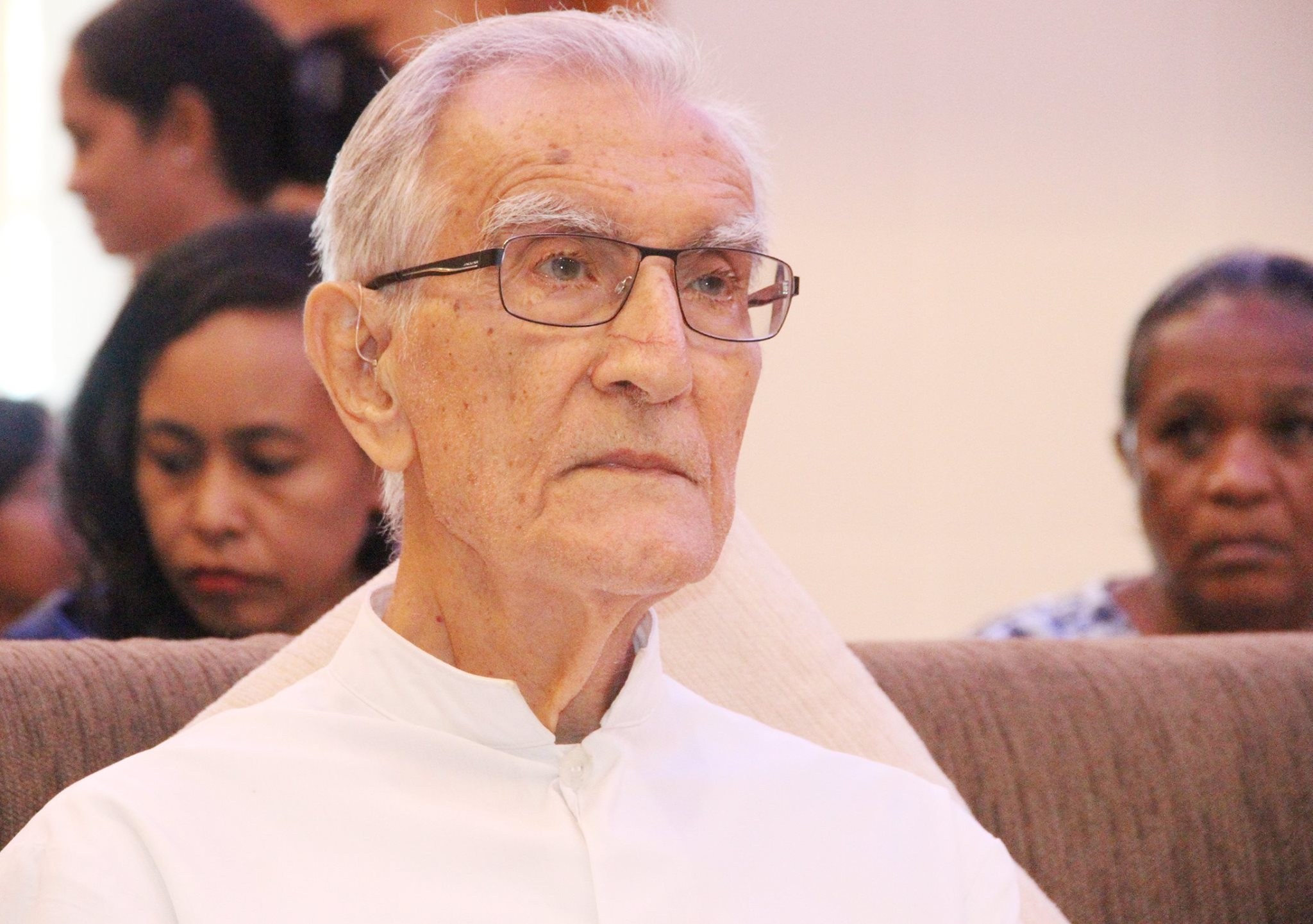
João Felgueiras (2016)

João Vasconcelos Baptista Felgueiras (* 9. Juni 1921 in Caldas das Taipas, Caldelas, Portugal) ist ein portugiesischer Jesuitenpater, der sich in der Zeit der indonesischen Besetzung Osttimors (1975–1999) für die dortige Bevölkerung einsetzte.

## Werdegang
Felgueiras ist der jüngste von acht Geschwistern, drei Jungen und fünf Mädchen. Von den Geschwistern sind zwei Priester und vier Nonnen geworden. João Felgueiras studierte ab seinem 12. Lebensjahr am Priesterseminar von Guimarães. Im Alter von 21 Jahren wurde er in die Gesellschaft Jesu aufgenommen und mit 29 Jahren zum Priester geweiht. In der folgenden Zeit besuchte er weitere Schulen und Hochschulen, bevor er 1971 in die damalige Kolonie Portugiesisch-Timor ging, um dort als Vizerektor des Seminars der Diözese Dili zu arbeiten. Zu seinen Schülern am zugehörigen Colégio de São José gehörten mehrere später wichtige Persönlichkeiten wie der Premierminister Rui Maria de Araújo.
1975 sollte die Kolonie auf die Unabhängigkeit vorbereitet werden. Es kam aber zum Bürgerkrieg und schließlich zur einseitigen Ausrufung der Unabhängigkeit Osttimors am 28. November. Neun Tage später besetzten die Indonesier die Hauptstadt Dili und das ganze Land. Felgueiras hatte zu diesem Zeitpunkt Dili mit einigen Seminaristen zu einer Wallfahrt nach Soibada verlassen und konnte nun nicht mehr zurückkehren. Er entschied sich das Land nicht zu verlassen. Als portugiesischer Staatsbürger weniger gefährdet, bot er immer wieder Osttimoresen in der Kirche Schutz vor der indonesischen Besatzungsmacht. In der Wildnis hielt Felgueiras heimlich Messen ab. Am Colégio de São José unterrichtete er weiter Portugiesisch, was sonst in Osttimor verboten war. Felgueiras wird ein großer Anteil daran zugerechnet, dass die Sprache nun eine der offiziellen Amtssprachen Osttimors ist. Viele seiner Schüler kamen am 12. November 1991 beim Santa-Cruz-Massaker ums Leben. Felgueiras versteckte Überlebende in der Kirche und der Ordensgemeinschaft, versorgte Verwundete und nahm Sterbenden die letzte Beichte ab. 1992 wurde das Colégio de São José von den Indonesiern zeitweise geschlossen. Die Jesuiten finanzierten Osttimoresen das Studium in Indonesien, um ihnen eine Bildung zukommen zu lassen.
Mehrfach versuchten die Indonesier den Pater zu vertreiben. Einmal erhielt er die Auflage, auf Java Indonesisch zu lernen. Als er zurückkehren wollte, annullierte man seine Papiere und bedrohte ihn. Trotzdem gelang ihm die Rückkehr. Ein anderes Mal musste Felgueiras für eine medizinische Behandlung nach Indonesien. Wieder gab es bei der Rückkehr Probleme. Erst eine Anfrage durch den Bischof von Dili ermöglichte sie ihm. In Osttimor stand Felgueiras unter Überwachung durch die indonesischen Sicherheitskräfte. Als es 1999 mit der Operation Donner zu einer letzten Gewaltwelle durch die Indonesier kam, floh Felgueiras mit vielen Einwohnern Dilis in die Wälder von Dare. Die Besatzung endete einige Wochen später und 2002 wurde Osttimor unabhängig.
Felgueiras nahm wieder die normale Missionsarbeit auf. Er weigerte sich Osttimor nochmals zu verlassen, da er in dem Land sterben wolle. So führte er die Escola Amigos de Jesus.
2024 traf er Papst Franziskus bei dessen Besuch in Osttimor. Der Papst dankte Felgueiras für seine Arbeit im Land.

## Ehrungen

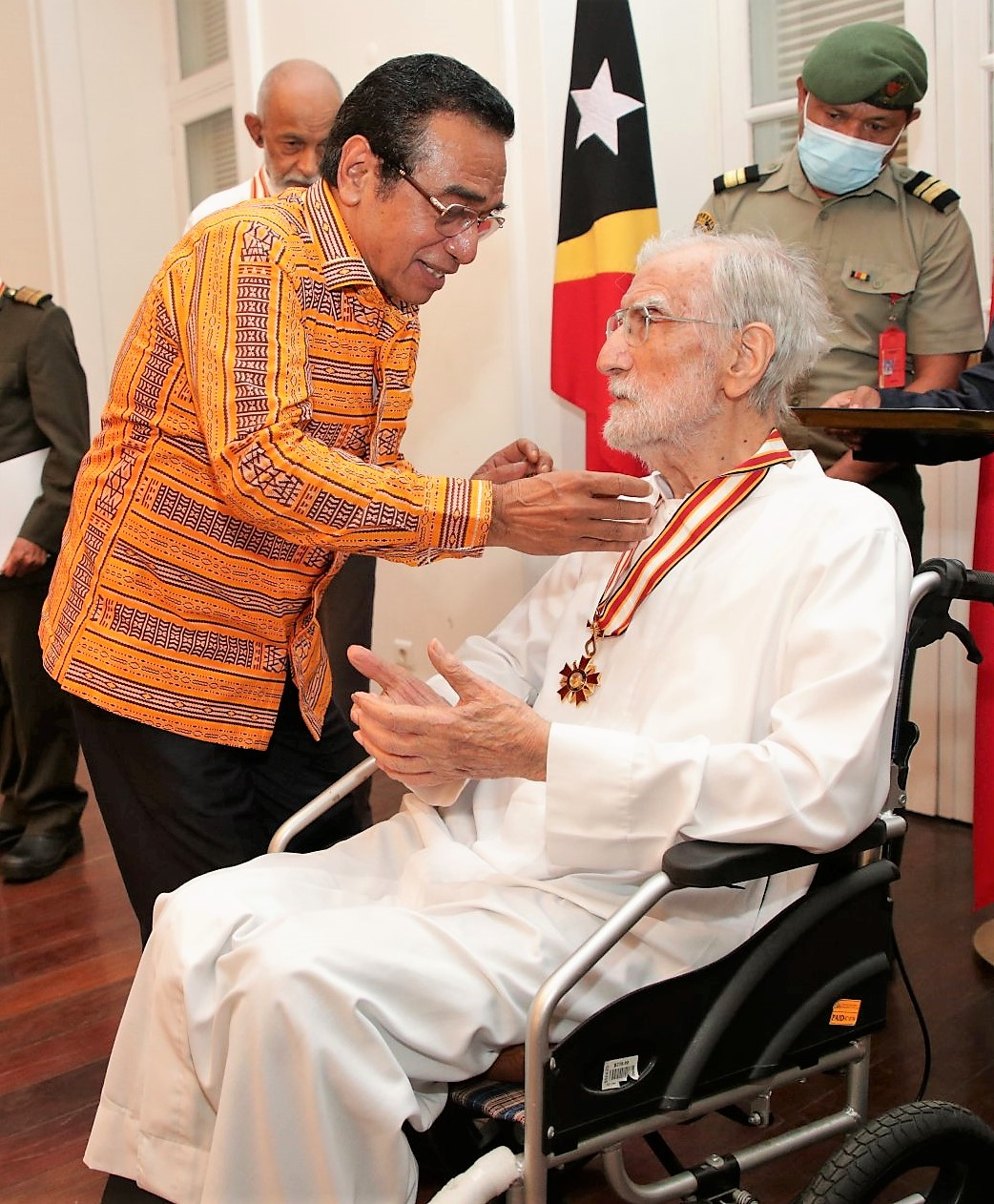
Francisco Guterres überreicht João Felgueiras den Collar des Ordem de Timor-Leste (2022)

- 14. Mai 2002: Ordem da Liberdade (Großkomtur), Portugal[6]
- 30. August 2009: Ordem de Timor-Leste (Insignia), Osttimor[7]
- 10. Juni 2016: Medalha de Mérito, Osttimor[8]
- 19. Mai 2022 Ordem de Timor-Leste (Collar), Osttimor[9]
- 20. Mai 2022: Ordem de Camões (Großkreuz), Portugal, in Anerkennung seiner Rolle bei der Verbreitung der portugiesischen Sprache und Kultur.[4]

## Veröffentlichungen
- Nossas Memorias de Vida em Timor, zusammen mit José Alves Martins, 2006.